# Andorrà Open 2023 - Doppio
Il doppio femminile del torneo di tennis professionistico Andorrà Open 2023, facente parte della categoria WTA 125 nell'ambito del WTA 125 2023, si è giocato dal 27 novembre al 3 dicembre 2023 ad Andorra la Vella, in Andorra. Cristina Bucșa e Weronika Falkowska erano le campionesse in carica, ma hanno scelto di partecipare con compagne diverse. Bucșa ha fatto coppia con Aleksandra Panova, mentre Falkowska fa coppia con Katarzyna Kawa. Le due coppie si sono affrontate nei quarti di finale, dove hanno prevalso Falkowska e Kawa, che sono poi state sconfitte in semifinale da Ėrika Andreeva e Céline Naef.
In finale Andreeva e Naef hanno sconfitto Tímea Babos e Heather Watson con il punteggio di 6-2, 6-1.

## Teste di serie
1. Cristina Bucșa /  Aleksandra Panova (quarti di finale)

1. Tímea Babos /  Heather Watson (finale)

## Wildcard
1. Alina Čaraeva /  Victoria Jiménez Kasintseva (quarti di finale)

## Tabellone

### Legenda
| - Q = Qualificato - WC = Wild card - LL = Lucky loser | - ALT = Alternate - SE = Special Exempt - PR = Protected Ranking | - w/o = Walkover - r = Ritirato - d = Squalificato |

|  | Quarti di finale | Quarti di finale               | Quarti di finale               | Quarti di finale | Quarti di finale |  |  | Semifinali | Semifinali          | Semifinali          | Semifinali                 | Semifinali                 |   |   | Finale | Finale                     | Finale                     | Finale | Finale |  |
|  |                  |                                |                                |                  |                  |  |  |            |                     |                     |                            |                            |   |   |        |                            |                            |        |        |  |
|  | 1                | C Bucșa A Panova               | 6                              | 3                | [5]              |  |  |            |                     |                     |                            |                            |   |   |        |                            |                            |        |        |  |
|  |                  | W Falkowska K Kawa             | 3                              | 6                | [10]             |  |  |            | W Falkowska K Kawa  | 4                   | 6                          | [8]                        |   |   |        |                            |                            |        |        |  |
|  |                  | Ė Andreeva C Naef              | Ė Andreeva C Naef              | 6                | 6                |  |  |            | Ė Andreeva C Naef   | 6                   | 3                          | [10]                       |   |   |        |                            |                            |        |        |  |
|  | WC               | A Čaraeva V Jiménez Kasintseva | A Čaraeva V Jiménez Kasintseva | 3                | 3                |  |  |            |                     |                     |                            |                            |   |   |        | Ėrika Andreeva Céline Naef | Ėrika Andreeva Céline Naef | 6      | 6      |  |
|  |                  | M Lumsden J Ponchet            | 6                              | 2                | [10]             |  |  |            |                     | 2                   | Tímea Babos Heather Watson | Tímea Babos Heather Watson | 2 | 1 |        |                            |                            |        |        |  |
|  |                  | O Nicholls B Schoofs           | 4                              | 6                | [8]              |  |  |            | M Lumsden J Ponchet | M Lumsden J Ponchet | M Lumsden J Ponchet        |                            |   |   |        |                            |                            |        |        |  |
|  |                  | A Barnett S Murray Sharan      | A Barnett S Murray Sharan      | 2                | 2                |  |  | 2          | T Babos H Watson    | T Babos H Watson    | T Babos H Watson           | w/o                        |   |   |        |                            |                            |        |        |  |
|  | 2                | T Babos H Watson               | T Babos H Watson               | 6                | 6                |  |  |            |                     |                     |                            |                            |   |   |        |                            |                            |        |        |  |